# Місце під соснами (фільм)
«Місце під соснами» (англ. The Place Beyond the Pines) — американська кримінальна драма режисера Дерека Кейнфранса (був також сценаристом), що вийшов 2012 року. У головних ролях Раян Ґослінг, Бредлі Купер, Єва Мендес і Дейн Де Гаан.
Сценарій картини також написали Бен Кокіо і Даріус Мардер, продюсерами були Лінетт Хауелл, Сідні Кіммел, Алекс Орловські і Джеймі Патрікоф. Вперше фільм продемонстрували 7 вересня 2012 року у Канаді на Міжнародному кінофестивалі у Торонто.
Англійська назва "Місце за ялинами" означає назву міста Скенектаді, що по могавські означає "Місце за сосновими рівнинами"
В Україні прем'єра фільму відбулася 18 квітня 2013. Фільм перекладено і озвучено студією AAA-sound на замовлення компанії Каскад Україна у 2013 році.
Також 31 січня 2014 р. відбулась прем'єра на українському телебаченні. У програмі Підпільна імперія на телеканалі 1+1.

## Сюжет
| Люк професійний гонщик і працює на одному з небезпечних атракціонів. Коли хлопець випадково дізнається, що у нього є новонароджений син, він вирішує допомогти своїй колишній дівчині з фінансами. Для цього він вирішує грабувати банки. Але на його шляху стоїть поліцейський Ейвері Кросс. Тепер обом чоловікам потрібно розставити пріоритети. Кримінальна драма від режисера «Блакитний Валентин» розповість вам про відносини між батьками і синами. |

## У ролях
| Актор          | Персонаж                                         | Роль                                 |
| -------------- | ------------------------------------------------ | ------------------------------------ |
| Раян Ґослінг   | Люк Ґлентон (англ. Luke Glanton)                 | каскадер-мотоцикліст                 |
| Бредлі Купер   | Ейвері Кросс (англ. Avery Cross)                 | детектив                             |
| Єва Мендес     | Роміна (англ. Romina)                            | колишня дівчина Люка                 |
| Дейн Де Гаан   | Джейсон Ґлентон (англ. Jason Glanton)            | син Люка                             |
| Еморі Коен     | Ейвері Кросс молодший (англ. Avery Cross Junior) | син Ейвері                           |
| Роуз Бірн      | Дженніфер (англ. Jennifer)                       | дружина Ейвері                       |
| Рей Ліотта     | Делука (англ. Deluca)                            | корумпований поліцейський            |
| Бен Мендельсон | Робін Ван Дер Зі (англ. Robin Van Der Zee)       | власник автомайстерні, де працює Люк |
| Магершала Алі  | Кофі (англ. Kofi)                                | чоловік Роміни, вітчим Джейсона      |
| Брюс Грінвуд   | Білл Кіллкуллен (англ. Bill Killcullen)          | окружний прокурор                    |
| Гарріс Юлін    | Альберт Кросс (англ. Albert Cross)               | батько Ейвері                        |

## Сприйняття

### Критика
Фільм отримав позитивні відгуки: Rotten Tomatoes дав оцінку 80 % на основі 151 відгуку від критиків (середня оцінка 7,2/10) і 83 % від глядачів із середньою оцінкою 4/5 (21,447 голосів), Internet Movie Database — 7,8/10 (11 217 голосів), Metacritic — 66/100 (41 відгук критиків) і 8,1/10 від глядачів (50 голосів).
Анна Купінська у виданні «Українська правда. Життя» поставила фільму 4,5/5, сказавши, що «загалом, „Місце під соснами“ — це фільм із непередбачуваним сюжетом, хорошими акторами та вдало розставленими режисером акцентами. Проте головує у стрічці морально етична-складова та мораль, яка часом здається аж надто нав'язливою.».

### Касові збори
Під час показу у США протягом першого (вузького, зі 29 березня 2013 року) тижня фільм показали у 4 кінотеатрах і він зібрав $279,457, що на той час дозволило йому зайняти 19 місце серед усіх прем'єр. Наступного (широкого, зі 19 квітня 2013 року) тижня фільм показали у 1,542 кінотеатрах і він зібрав $4,746,000 (6 місце). Показ станом на 21 квітня 2013 року триває 24 днів (3,4 тижня), зібравши у прокаті у США $11,448,000 при бюджеті $15 млн.